# Giorgio Turchi
Giorgio Turchi (Carpi, 26 ottobre 1931 – Carpi, 3 febbraio 2022) è stato un calciatore italiano, di ruolo centrocampista.

## Carriera

### Club
Dopo aver esordito nel Carpi, si trasferì al Bologna rimanendovi fino al 1954. Successivamente giocò per quattro anni nella Juventus (intervallati da una stagione al Lanerossi Vicenza); coi bianconeri vinse lo scudetto del 1957-1858, quello della prima stella. Nel 1959 passò al Cagliari giocando una stagione da titolare in Serie B.

### Nazionale
Nei primi anni cinquanta collezionò 4 presenze nella Nazionale Under-21.

## Palmarès
- Campionato italiano: 1

Juventus: 1957-1958
- Coppa Italia: 1

Juventus: 1958-1959